# برکه‌نورد ماداگاسکار
برکه‌نورد ماداگاسکار (نام علمی: Actophilornis albinucha) نام یک گونه از تیره برکه‌نورد است.